# You Are Not Alone (chanson)
 (juin 2014).
Si vous disposez d'ouvrages ou d'articles de référence ou si vous connaissez des sites web de qualité traitant du thème abordé ici, merci de compléter l'article en donnant les références utiles à sa vérifiabilité et en les liant à la section « Notes et références ».
Pour les articles homonymes, voir You Are Not Alone.
Singles de Michael Jackson
Scream/Childhood Earth Song
Pistes de HIStory
Come Together Childhood
You Are Not Alone est une chanson de Michael Jackson parue sur l'album HIStory le 20 juin 1995, puis sortie en tant que single le 15 août de la même année.
Ce fut le premier single de l'histoire du Billboard Hot 100 américain à faire une entrée directement à la première place de ce classement. Par ailleurs, ce fut le 13e et le dernier numéro 1 de Michael Jackson dans ce classement. La chanson fut également un succès dans la plupart des clasements occidentaux. 

## Composition
You Are Not Alone (« Tu n'es pas seule » en français) est  une ballade R'n'B. Écrite et composée par R. Kelly, ses paroles peuvent être interprétées de plusieurs façons : manque d'amour, rupture amoureuse, solitude, ou encore perte d'un proche.
La genèse de la chanson commence par un appel téléphonique à R. Kelly lui demandant d'écrire une chanson pour Jackson. Au début, Kelly a pensé que c'était une blague, mais quand il a appris que la demande était sérieuse, il est immédiatement entré dans le studio et a écrit You Are Not Alone. Quand il a joué le morceau pour Michael Jackson au téléphone, ce dernier l'a approuvé sans changement et s'est envolé pour Chicago pour enregistrer le morceau.
Une autre interprétation de l'histoire de la composition de la chanson a surgi en 2019, alors que R. Kelly est visé par des plaintes venant de plusieurs femmes qui l'accusent d'abus sexuel sur mineur pour des faits remontant aux années 1990. R. Kelly aurait ainsi écrit You are not alone à la suite de sa rupture avec une adolescente qui venait de faire une fausse couche.
La chanson a un rythme de 60 battements par minute. Des chœurs apparaissent en fin de chanson avant des « ad-lib » (paroles ajoutées) de Michael Jackson.
Les instruments utilisés sont des pianos, des synthétiseurs et des percussions. Michael Jackson et R. Kelly ont passé la dernière semaine du mois de novembre 1994 à travailler sur la chanson.

## Plagiat
Le 4 septembre 2007, la cour d'appel de Bruxelles a statué que cette chanson était un plagiat d'une œuvre écrite en 1993 par les frères jumeaux Danny et Eddy Van Passel intitulée If we can start all over. Selon ce même jugement, tous les droits d'auteur indûment versés à R. Kelly devront être restitués aux Van Passel. Depuis ce jugement (uniquement reconnu en Belgique), la chanson est bannie des radios et télévision belges,,.

## Clip
Le clip a été réalisé par Wayne Isham. Il met en scène Michael Jackson avec sa femme de l'époque, Lisa Marie Presley.

## Reprises
- Diana Ross sur son album Voice of Love (1996) ;
- R Kelly sur son album Love Letter (2010) ;
- Arrangée en salsa sur l'album Unity: The Latin Tribute to Michael Jackson (2015), produit par Tony Succar, et chantée par Tito Nieves et Tito Nieves Jr.

## Crédits
- R. Kelly : écriture et composition
- R. Kelly et Michael Jackson : production
- R. Kelly, Lafayette Carthon et Brad Buxer : claviers
- Steve Porcaro : programmation des synthétiseurs
- Simon Franglen : percussions
- R. Kelly et Michael Jackson : arrangements
- Bruce Swedien : mixage et enregistrements

### SingleYou Are Not Alone
Audio (CD)
1. You Are Not Alone – 5:45

Vidéoclip (DVD)
1. You Are Not Alone (Official Video) – 5:36

## CoffretVisionary(2006)

### Liste des titres
CD
1. You Are Not Alone — 4:34
2. You Are Not Alone (Classic Club Mix) — 7:36

DVD
1. You Are Not Alone (music video) — 5:42